# Miguel Ledo Elvira
Miguel Ledo Elvira (Logroño, 26 de octubre de 1990-Logroño, 4 de noviembre de 2024)fue un  futbolista español que jugó en la Sociedad Deportiva Logroñés en la Primera división RFEF de España.

## Carrera deportiva
Su posición de origen era de lateral derecho aunque desempeñaba de muy buenas maneras también la de central. Se caracterizó por ser un defensa muy goleador y que va muy bien de cabeza demostrándolo así en todas las categorías en las que jugó. Desarrolló toda su carrera en la Sociedad Deportiva Logroñés, por lo que pertenece al grupo de los denominados one-club man.

## Clubes
| Club                        | País   | Año       |
| --------------------------- | ------ | --------- |
| Sociedad Deportiva Logroñés | España | 2009-2022 |